# شيكوني
شيكوني هي بلدية فرنسية في إقليم مايوت الخارجي في المحيط الهندي.

## معرض صور

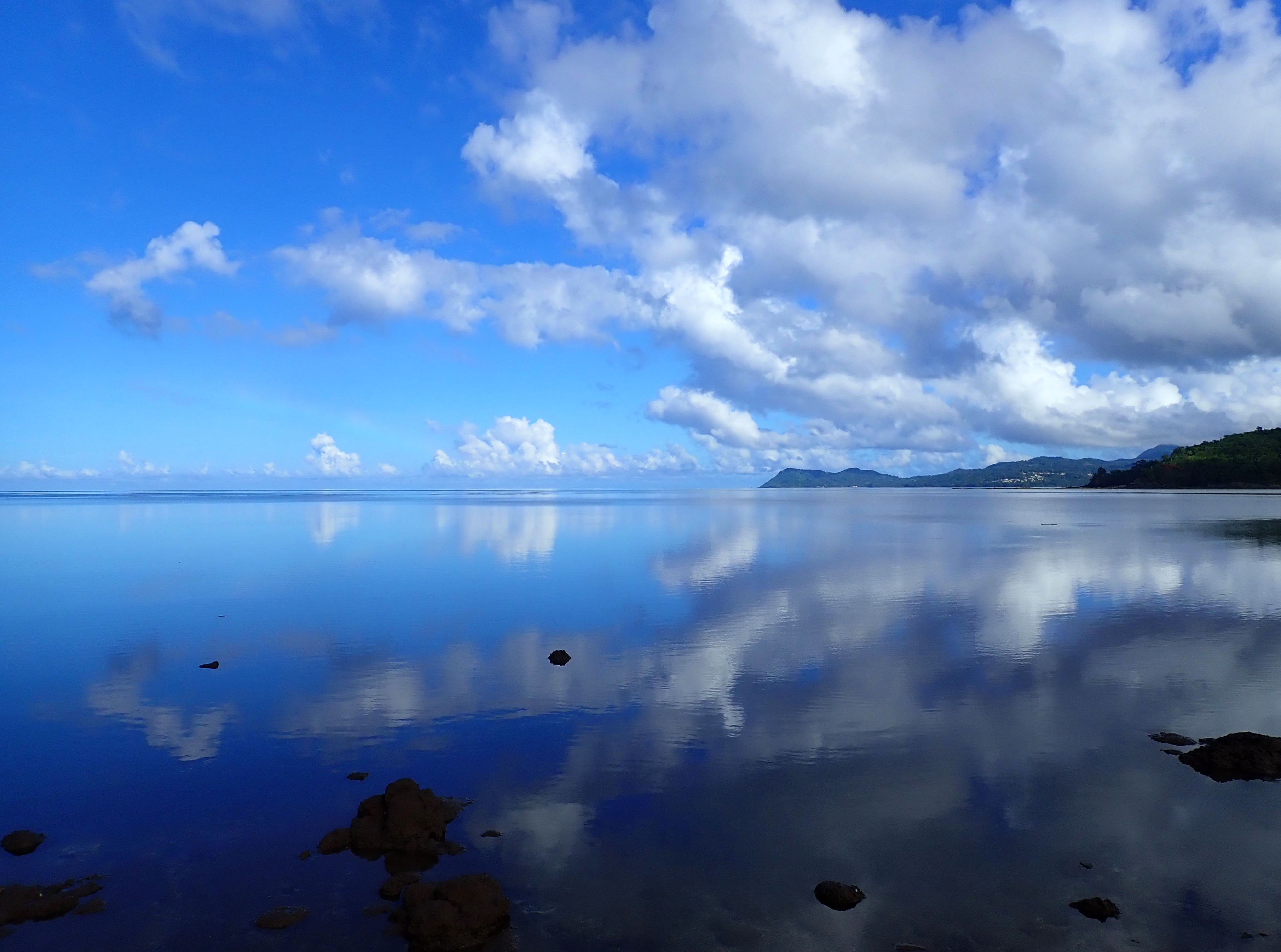
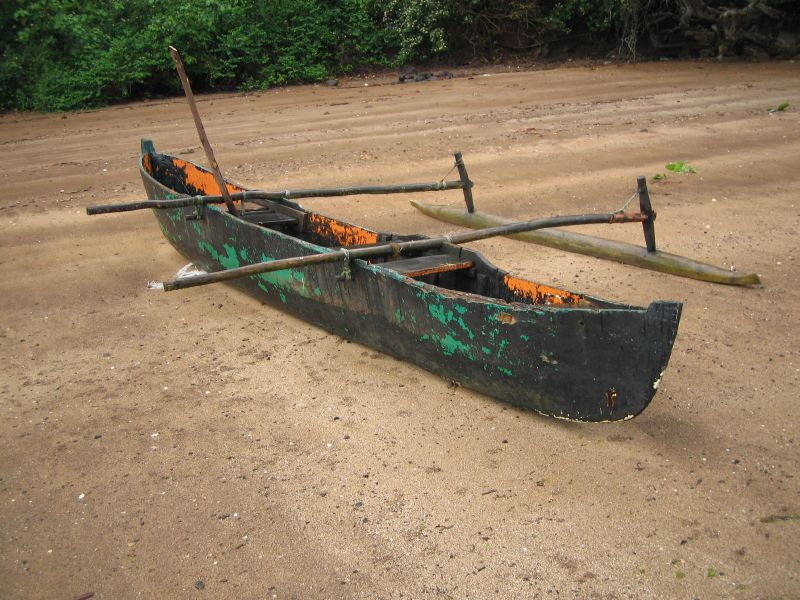
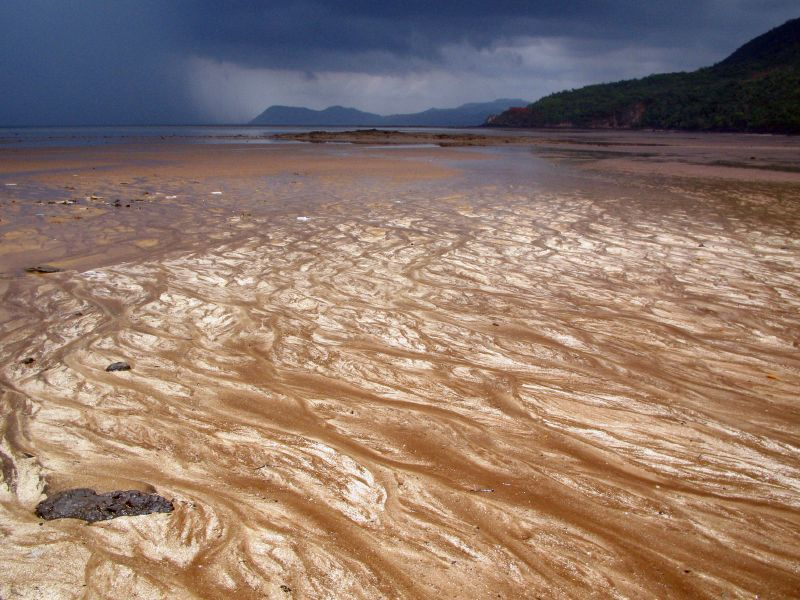